# Municipio de Oakland (condado de Venango)
El municipio de Oakland (en inglés, Oakland Township) es una subdivisión administrativa del condado de Venango, Pensilvania, Estados Unidos. Según el censo de 2020, tiene una población de 1361 habitantes.

## Geografía
Está ubicado en las coordenadas 41°29′48″N 79°45′39″O / 41.49667, -79.76083 (41.496794, -79.760924).

## Demografía
Según la Oficina del Censo en 2000 los ingresos medios por hogar en la localidad eran de $39,293 y los ingresos medios por familia eran de $45,417. Los hombres tenían unos ingresos medios de $32,917 frente a los $21,719 para las mujeres. La renta per cápita para la localidad era de $17,051. Alrededor del 3,3% de la población estaban por debajo del umbral de pobreza.
De acuerdo con la estimación 2015-2019, los ingresos medios por hogar en la localidad son de $60,000 y los ingresos medios por familia son de $76,400. El 6.9% de la población está en situación de pobreza.